# Giovanni Agnelli

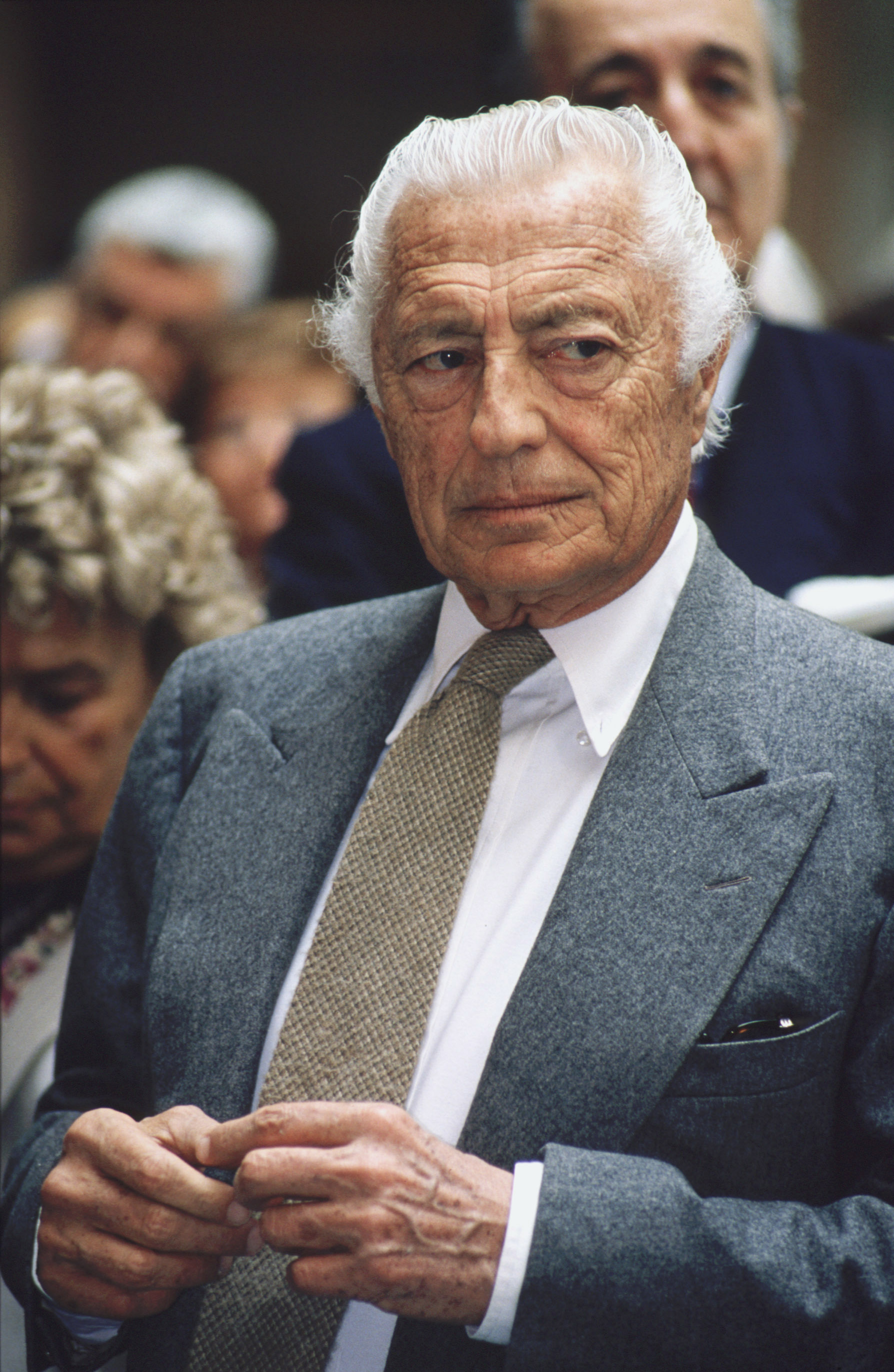
Giovanni Agnelli (1986)

Giovanni Agnelli, besser bekannt als Gianni Agnelli (* 12. März 1921 in Turin; † 24. Januar 2003 ebenda), war ein italienischer Industrieller und geschäftsführender Gesellschafter von Fiat.

## Leben und Werk

### Familie und Privatleben
Giovanni Agnelli war Sohn von Edoardo Agnelli (1892–1935) und Virginia Bourbon del Monte (1899–1945) und Enkel von Giovanni Agnelli senior (1866–1945), dem Begründer der italienischen Automobilindustrie. Als er 14 Jahre alt war, starb sein Vater bei einem Flugzeugabsturz. Im Jahr 1945 kam seine Mutter bei einem Autounfall ums Leben. Giovanni Agnellis Bruder war Umberto (1934–2004); seine Schwestern waren Claire Jeanne Agnelli (1920–2016), die von 1938 bis 1975 mit Tassilo von Fürstenberg verheiratet war, und Susanna Agnelli (1922–2009).
Aus der Ehe mit Marella Agnelli (1927–2019), geborene Caracciolo, gingen die Kinder Edoardo und Margherita hervor. Der 1954 geborene Edoardo starb 2000 durch Suizid; die 1955 geborene Tochter Margherita ist Schriftstellerin und Malerin und die Mutter von Lapo und John Elkann.

### Frühe Jahre

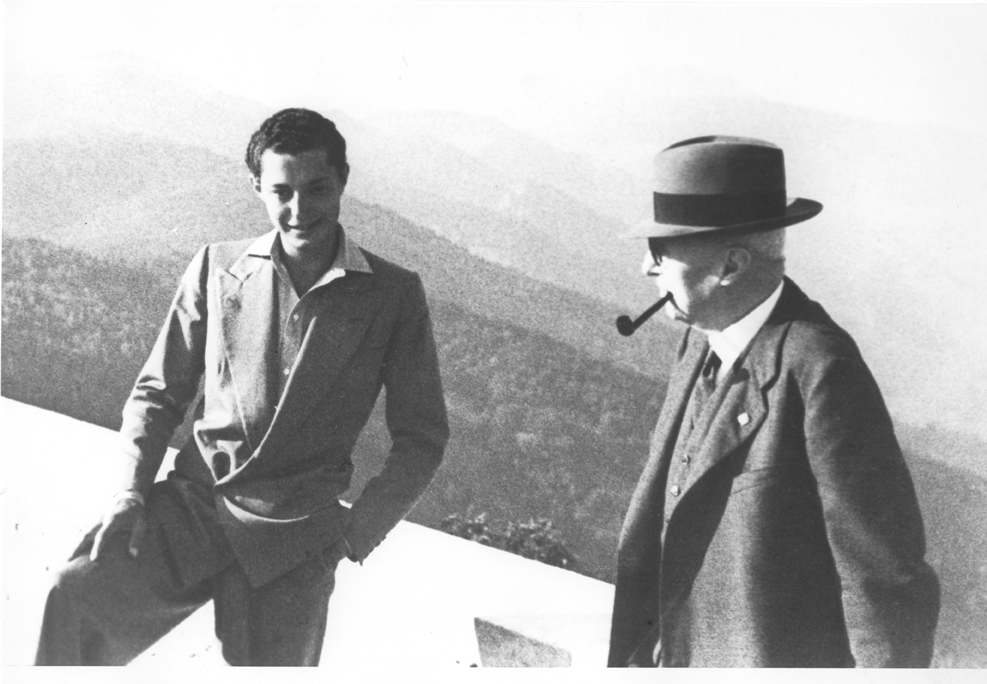
Giovanni Agnelli, 1940 mit seinem Großvater Giovanni Agnelli senior

1943 meldete sich Agnelli entgegen den Bitten seines Großvaters freiwillig bei der Italienischen Armee. Er diente als Leutnant an der Ostfront, wo er zwei Mal verwundet wurde, und in Nordafrika. Dort schoss ihm ein deutscher Offizier versehentlich in den Arm, so dass er vom Kriegsdienst entbunden werden musste. Nach der Kapitulation der italienischen Armee war er, durch seine guten Englischkenntnisse, Verbindungsoffizier zu den Alliierten.
In der Nachkriegszeit war Agnelli als Playboy bekannt. Seine Ausschweifungen nahmen 1952 ein abruptes Ende, nachdem er während einer Spritztour entlang der Corniche über Monte-Carlo bei einem Unfall beinahe getötet worden wäre. In der Nacht des Mittwochs, 20. August 1952, prallte sein navyblauer, holzbeplankter Fiat Station Wagon in der Nähe der Villa La Leopolda in Saint-Jean-Cap-Ferrat angeblich mit 160 km/h gegen einen LKW. Ein Jahr später heiratete er Marella Caracciolo di Castagneto (1927–2019), eine neapolitanische Prinzessin und frühere Vogue-Fotografin.

### Leitung von Fiat
Im Jahre 1953 wurde Agnelli Vizepräsident von FIAT und übernahm 1966 die Leitung der FIAT-Gruppe. Sein Bruder Umberto leitete 1968 die internationalen Geschäfte des Fiat-Konzerns. Unter Agnelli wurde FIAT zu einem der größten Automobilhersteller Europas und zum wichtigsten Industrieunternehmen Italiens. Er diversifizierte den Konzern auch in Bereiche außerhalb der Automobilindustrie, wie zum Beispiel in die Militärindustrie und die Stahlproduktion. Zusätzlich produzierte FIAT zudem Lokomotiven, Werkzeugmaschinen und elektronische Geräte.
FIAT hatte stets eine besondere Beziehung zum Staat und Einfluss auf das politische und wirtschaftliche Leben Italiens. Kritiker warfen Agnelli jedoch vor, dass seine Aktivitäten hauptsächlich den Interessen seiner Familie dienten, trotz möglicher Nachteile, welche unter Umständen negative Auswirkungen auf sein Land hätten haben können. Aufgrund zahlreicher Streiks trat Agnelli wiederholt für einen Sozialpakt zwischen der italienischen Regierung, den Gewerkschaften und den Unternehmen ein. Im Jahre 1976 verkaufte er 10 Prozent des Unternehmens FIAT an den libyschen Regierungschef Muammar al-Gaddafi. Dessen Anteile wurden in den 1980er Jahren mit Hilfe italienischer Banken zurückgekauft.
Von 1976 bis 1979 war Agnelli Mitglied des Senato della Repubblica für die Democrazia Cristiana, die italienische christdemokratische Partei.

### Internationale Beziehungen
Agnelli trug den Spitznamen l'Avvocato (der Rechtsanwalt), da er einen Abschluss und einen Doktortitel in Rechtswissenschaften hatte, aber nie eine Zulassung als Anwalt erhielt. Agnelli ist eine der wichtigsten Figuren im italienischen Wirtschaftsleben der zweiten Hälfte des 20. Jahrhunderts. Er war ein Symbol des Kapitalismus und wurde von vielen als „der wahre König Italiens“ betrachtet.
Agnelli war einer der bekanntesten Italiener außerhalb des Landes, mit engen Beziehungen zum internationalen Finanzwesen und zu Politikern (einige von ihnen wurden enge Freunde, wie zum Beispiel Henry Kissinger). Im kulturellen Bereich ist die „Fondazione Giovanni Agnelli“ tätig, welche 1966 von FIAT und IFI gegründet wurde. 2002 eröffnete in Turin die Pinacoteca Giovanni e Marella Agnelli, in der 25 bedeutende Kunstwerke zu sehen sind, welche zuvor aus dem Familienbesitz in eine Stiftung überführt wurden.
1996 trat Agnelli nach 30 Jahren von der Leitung bei FIAT zurück, blieb dem Unternehmen aber weiterhin verbunden. Er starb am 24. Januar 2003. Im Februar 2003 übernahm Umberto Agnelli nach dem Tod seines Bruders die Präsidentschaft bei FIAT. Seit April 2010 ist Margheritas Sohn John Elkann Präsident des Verwaltungsrates der Fiat Group.

## Beziehungen zu Juventus Turin
Wie sein Vater engagierte sich auch Gianni Agnelli sehr für den Turiner Fußballverein Juventus Turin. Im Jahr 1947 übernahm er – wie schon sein Vater bis zu dessen Unfalltod – die Leitung des Vereins. Bereits 1953 trat er jedoch zugunsten seines Bruders Umberto wieder zurück. Geblieben war zeitlebens jedoch die enge Verbundenheit zu Juventus, dem er bis zu seinem Tode als Ehrenpräsident vorstand. Legendär sind seine täglichen Anrufe bei Giampiero Boniperti um 6 Uhr morgens, von jedem entlegenen Winkel der Welt.

## Auszeichnungen
- 1967: Großkreuz des Verdienstordens der Italienischen Republik
- 1978: Großes Goldenes Ehrenzeichen mit dem Stern für Verdienste um die Republik Österreich[1]